# Ariel Rivera
José Ariel Jiménez Rivera (1 de septiembre de 1966, Manila), es un cantante pop, compositor y actor filipino, actualmente junto a su familia reside en Canadá. Los momentos libres, en vacaciones viaja a su país de origen a las Filipinas, para iniciar la grabación de sus álbumes discográficos. Además cuando canta, lo hace también con el acompañamiento de su guitarra. Además está casado con la actriz filipina, Gelli de Belén, que contrajo nupcias el 22 de diciembre de 1997 y con quien tiene dos hijos llamados Joaquín Ándres (nacido el 29 de enero de 1999) y Julio Alessandro (nacido el 24 de noviembre de 2000).

## Discografía
- Ariel Rivera 3x platinum (300,000 copies)
- Simple Lang 3x platinum (300,000 copies)
- Photograph Gold (50,000 copies)
- Paskong Walang Katulad Gold (50,000 copies)
- Getting to Know Platinum (100,000 copies)
- Aawitin Ko Na Lang Gold (50,000 copies)
- In My Life 2x platinum (200,000 copies)
- Platinum Hits 5x platinum (500,000 copies)

- total Philippine sales: 1.6 million
- see Ariel Rivera discography for worldwide sales

### Música filipina a guitarra
- 1992: Best Performance by a New Male Recording Artist
- 1997: Music Video of the Year ( Tunay Na Ligaya )
- 1999: Best Vocal Performance of the Year by a Duo/Group: "I Don't Love You Anymore" with Lea Salonga

## Filmografía

### TV Shows
- Mula Sa Puso (ABS-CBN)
- A.S.A.P. (ABS-CBN)
- Sa Linggo nAPO Sila! (ABS-CBN)
- 1896 TV Series (ABC 5)
- GMA Telecine Specials (GMA Network)
- GMA Mini Series (GMA Network)
- GMA True Stories (GMA Network)
- GMA Love Stories (GMA Network)
- Spotlight on Ariel Rivera (GMA Network)
- Forever In My Heart (GMA Network)
- Narito Ang Puso Ko (GMA Network)
- Mahiwagang Baul (GMA Network)
- Magpakailanman: The Willy Garte Story (GMA Network)
- Sugo (GMA Network)
- Atlantika (GMA Network) - Barracud
- Fantastic Man (GMA Network)
- S.O.P. (GMA Network) - guest performer
- Kamandag (GMA Network) - Abdon Serrano
- Luna Mystika (GMA Network) - Simon

### Películas
- Bakit labis kitang mahal (1992) - David
- Ikaw (1993)
- Isang sulok ng mga pangarap (1994)
- Anghel na walang langit (1994)
- Minsan May Pangarap: The Guce Family Story (1995)
- Jessica Alfaro Story (1995)
- May nagmamahal sa iyo (1996) - Nestor
- Ikaw pala ang mahal ko (1997) - Tonyboy
- Bata, bata... Paano ka ginawa? (1998) - Raffy
- Café Olé (2000) - band leader
- Tulay (2006)